# Fragilonemertes rosea
Fragilonemertes rosea är en djurart som tillhör fylumet slemmaskar, och som först beskrevs av Joseph Leidy 1851.  Fragilonemertes rosea ingår i släktet Fragilonemertes och familjen Lineidae. Inga underarter finns listade i Catalogue of Life.